# 健軍町

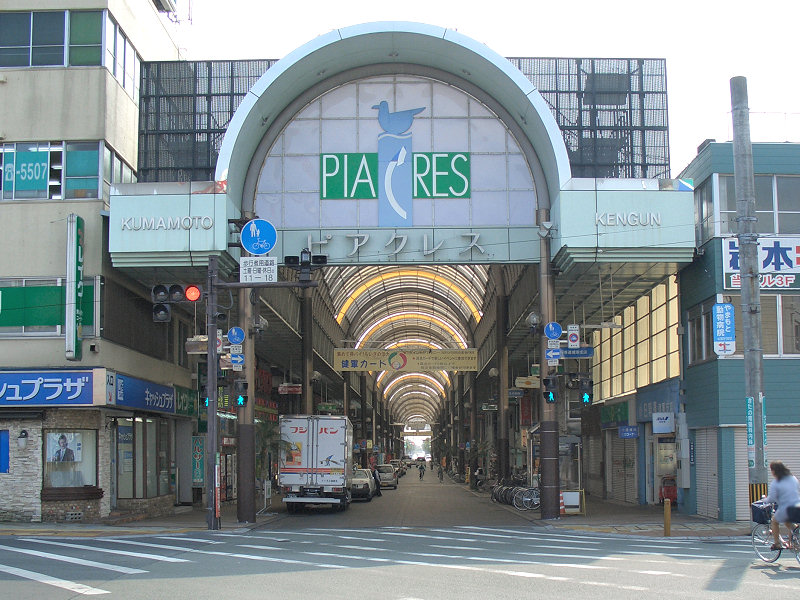
アーケード入口（健軍町電停側）

健軍町（けんぐんまち）は旧健軍村を母体とした、熊本市東部の廃止された町名である。汎用地名としておよそ健軍商店街周辺の東区若葉1丁目、新生2丁目、健軍3丁目と東本町の一部を指す。

## 概要
かつての健軍町の領域は現在の尾ノ上や錦ヶ丘、京塚、湖東、月出、小峯、佐土原、新外あたりまで含んでおり、かなりの広範囲を占めていた。これは現在の月出・長嶺地区にあった旧熊本空港のことを通称「健軍飛行場（健軍空港）」と呼んでいたことからも窺える。
1970年代以降に住居表示が進められた結果、次第に町名が変更・細分化され、最終的には2007年までに「健軍町」という町名は消えた。しかし、健軍という地名そのものは健軍1-5丁目や健軍本町として一部区域で引き継がれており、他に神社名や小学校名、交番名、電停名、川の名前などで残っている。また、かつて健軍町を構成していた地域には現在の「健軍」を冠する住所から離れていても「健軍○○店」や「健軍店」など健軍町であった名残をうかがわせる店舗名も多く存在する。
また、熊本市電健軍線の終点健軍町電停があるスクランブル交差点周辺や、その南側一帯に広がるアーケード商店街（ピアクレス）を核として形成されている商業地区を指して「健軍」と呼ぶことも一般化している。近くには東町地区の団地群や住宅地に加え陸上自衛隊西部方面総監部や国、県関連の官公庁もあり、夕方は付近の住民で賑わう。また、近隣には熊本県立第二高等学校や熊本マリスト学園中学校・高等学校、税務大学校もあるため、学生の姿もよく見かける。

## 歴史
- 1942年 - 旧陸軍飛行場（戦後は旧熊本空港）が付近にあり、そこで働く人々の社宅870戸が建設。
- 1949年5月30日 - 約5000人の引揚者を収容した健軍転用住宅に昭和天皇が行幸（昭和天皇の戦後巡幸）[1]。
- 1950年 - 旧三菱重工飛行機製作所跡地に2・3軒の商店ができる（健軍商店街の始まり）。
- 1953年 - 白川氾濫（6.26水害）により、市中心部で被災した市民が健軍地区へ移住する。
- 1955年 - 健軍商店街事業協同組合成立される。
- 1963年 - 商店街振興組合に組織変更される。
- 1970年 - 98店舗。商店街振興法の組合をつくる。
- 1970年10月1日 - 健軍町の一部が上京塚町・京塚本町・神水1丁目となる。
- 1972年4月1日 - 健軍町の一部が上水前寺2丁目となる。
- 1973年8月1日 - 健軍町の一部が神水本町・湖東1-2丁目・栄町・新生1-2丁目・水源1丁目・広木町・若葉5丁目となる。
- 1975年10月1日 - 健軍町の一部が 尾ノ上1-2丁目・神水2丁目・健軍1・2・4・5丁目、錦ケ丘となる。
- 1976年10月1日 - 健軍町の一部が 帯山3丁目となる。
- 1978年10月1日 - 健軍町の一部が 健軍本町・健軍3丁目となる。
- 1991年2月25日 - 健軍町の一部が 花立5-6丁目となる。
- 1992年2月10日 - 健軍町の一部が 榎町・佐土原1-3丁目・山ノ神1-2丁目となる。
- 1992年8月9日 - 全蓋アーチ型アーケード完成（ピアクレス）と呼称。
- 1993年2月22日 - 健軍町の一部が尾ノ上3-4丁目・三郎1-2丁目・新外1丁目・月出・東京塚町となる。
- 1994年2月28日 - 健軍町の一部が帯山6丁目となる。
- 1995年2月27日 - 健軍町の一部が尾ノ上4丁目に追加される。また一部が小峯1-4丁目・新外2-4丁目・月出3-7丁目・ 山ノ内1-4丁目となる。
- 2007年2月26日 - 健軍町の残部が山ノ内1丁目に追加され、町名としての健軍町が廃止される。
- 2009年3月31日 -  健軍商店街は「新・がんばる商店街77選」に選ばれた。

## ピアクレス（健軍商店街）
健軍町電停の南側に伸びるアーケード商店街である（1992年に全蓋式アーケード化、それ以前は片屋根式のアーケード商店街であった）。戦時中、三菱重工業の戦闘機工場が東町一帯に建設され、戦後はその跡地に公営住宅や自衛隊ができたことから急速に宅地化が進展、また、1945年以降は市電の終点となり、秋津や益城方面へのターミナルとなったことから商店街や飲み屋街が勃興した。近年は周辺各地にスーパーマーケットや郊外型店舗が増加したことから商店街の繁栄にもややかげりが見えるが、現在でも市内東部の拠点としての座はゆらいではいない。アーケード内の主要店舗としてマルショク健軍店がある（2016年の熊本地震でサンリブが倒壊、解体後に再建して現店名に変更）。以前はアーケード内にニコニコドーがあったほか、近くの県道28号沿いにはユニード（ダイエー）も存在した。なお、健軍商店街と名乗るものの、現在の地名としては健軍（1-5丁目）の区域に入っておらず、若葉（1-2丁目）や新生（2丁目）の領域となっている。